# 1505

## Починали
- Гарси Ордонес де Монталво, испански писател, автор на рицарски романи
- 4 февруари – Жана Френска, френска благородничка
- 27 октомври – Иван III, велик княз на Московското княжество